# Ad den Besten
Adriaan Cornelis (Ad) den Besten (Utrecht, 11 maart 1923 – Amstelveen, 31 maart 2015) was een Nederlands dichter, essayist en uitgever van poëzie. Hij is vooral bekend geworden als medewerker aan het Liedboek voor de Kerken en de nieuwe psalmberijming van 1967.

## Vroege jaren
Van 1941 tot 1943 studeerde hij theologie. Op de ideeën van de protestantse theoloog Karl Barth reageerde hij toen nog kritisch, later zou hij hem gaan waarderen. In de oorlogsjaren leverde hij bijdragen aan het baldadige en surrealistische maandblad De Schone Zakdoek dat een oplage had van één exemplaar. Den Besten groeide op in een naar eigen zeggen deutschfreundlich milieu. Zijn vader, Cornelis den Besten, werd in 1933 lid van de NSB. Zelf tekende Den Besten als theologiestudent de loyaliteitsverklaring, met voorbehoud: 'alleen voorzover in overeenstemming met mijn geloof in Jezus Christus'. Zijn vader werd door de nazi's ontslagen als burgemeester van Apeldoorn omdat hij weigerde de fietsen van joodse burgers te vorderen. Niettemin is hij veroordeeld na de oorlog, met detentie als gevolg. Den Besten meldde zich eind 1942 aan bij de Nederlandse Kultuurkamer.

## Loopbaan
Zijn literaire debuut had Den Besten op 16-jarige leeftijd in het tijdschrift Opwaartsche Wegen (Uitgeverij Holland).
Zijn eerste bundel, Dubbel leven, verscheen in 1946. Na een loopbaan in de uitgeverij studeerde hij vanaf 1958 Duits. Door zijn bloemlezing Deutsche Lyrik auf der anderen Seite speelde hij een belangrijke rol in de acceptatie van de Oost-Duitse poëzie in het Westen, vooral in de Bondsrepubliek. Ook was hij acquirerend redacteur van de Poëziereeks De Windroos, onder andere een springplank voor de vernieuwende Beweging van Vijftig in de Nederlandse poëzie.

## Werken
- Den Besten promoveerde in 1983 met een proefschrift over achtergrond en auteurschap van het Wilhelmus (Wilhelmus van Nassouwe: het gedicht en zijn dichter).
- Zijn vertaling van Friedrich Hölderlin gedichten verscheen 1988. (Hij gaf zelf toe, dat dit inderdaad een werk van liefde was, daar het hem vele jaren gekost had, eer hij het aandurfde Hölderlin te vertalen: "Te groot leek Hölderlin en te groot vind ik hem nog."[2]
- Zijn bundel Poëzie om te zingen, met eigen liederen en vertalingen van (vooral Duitse) liederen, verscheen in 1998.

## Prijzen
- In 1986 ontving Den Besten de Spaanprijs voor zijn medewerking aan het Liedboek voor de Kerken.
- In 1989 kreeg hij de Martinus Nijhoff Prijs voor zijn vertaling van gedichten van Friedrich Hölderlin (1988).

## Persoonlijk leven
Ad is een zoon van Cornelis den Besten en Johanna Maria Alberdina Hendriks. Hij trouwde op 10 juli 1947 te Utrecht met Agnes Franciska Eleonora van der Wedden. Nederlandse kunsthistorica en auteur Liesbeth den Besten (1956) is zijn dochter.